# José Paranhos (baron Rio Branco)

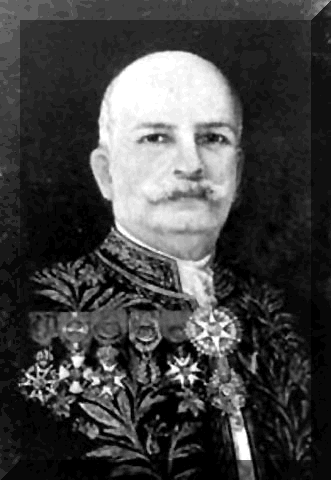
José Paranhos

José Maria da Silva Paranhos, baron Rio Branco (ur. 20 kwietnia 1845 w Rio de Janeiro, zm. 10 lutego 1912 tamże) – brazylijski polityk i dyplomata.
Urodził się 1845 roku jako syn wicehrabiego José Paranhosa, brazylijskiego polityka. W latach 1868–1872 był deputowanym w Izbie Gmin. W latach 1876–1893 pełnił funkcję konsula generalnego Brazylii w Liverpoolu. Był także ambasadorem Brazylii w Berlinie na początku XX wieku.
W 1902 roku został mianowany ministrem spraw zagranicznych i pełnił tę funkcję do 1912 roku, pod rządami czterech różnych prezydentów.
Przed i w czasie swojej kadencji negocjował spory graniczne między Brazylią a niektórymi jej sąsiadami. Skonsolidował granice współczesnej Brazylii. Uważany jest za jednego z najwybitniejszych brazylijskich mężów stanu. Jego umiejętności dyplomatyczne były kluczowe zarówno przy wygrywaniu arbitrażu między Brazylią, Argentyną i Francją, jak i przy inkorporacji do Brazylii nowych terytoriów (np. Acre odebranej Boliwii).
Został mianowany baronem na krótko przed końcem okresu cesarstwa. Zmarł 10 lutego 1912 roku
Jego wizerunek znajduje się na bitej od 1998 roku brazylijskiej monecie obiegowej o nominale 50 centavo.